# Джанкоджі Рао II Скіндія
Джанкоджі Рао II Скіндія (1805 — 7 лютого 1843) — магараджа Гваліора. До досягнення повноліття правив за регентства.